# 2020年2月宜兰地震
2020年宜兰地震，是2020年2月25日19时14分发生于台湾宜蘭縣大同鄉的震级5.0级地震，此次地震观测到的最大震度是5弱（宜蘭縣南山）。这是台湾使用新震度分级以来，首次震度达到5弱的地震。
交通部中央氣象局在关于本次地震的新闻发布会中指出，此次地震震央位於台灣中央山脉北端，是因板块碰撞后在水平方向造成张力运动所引起的地震。此次地震与2019年花莲地震无太大关联性，且是台湾新震度分级成功运用的典例（新震度為震度5弱，旧震度則是震度7級）。

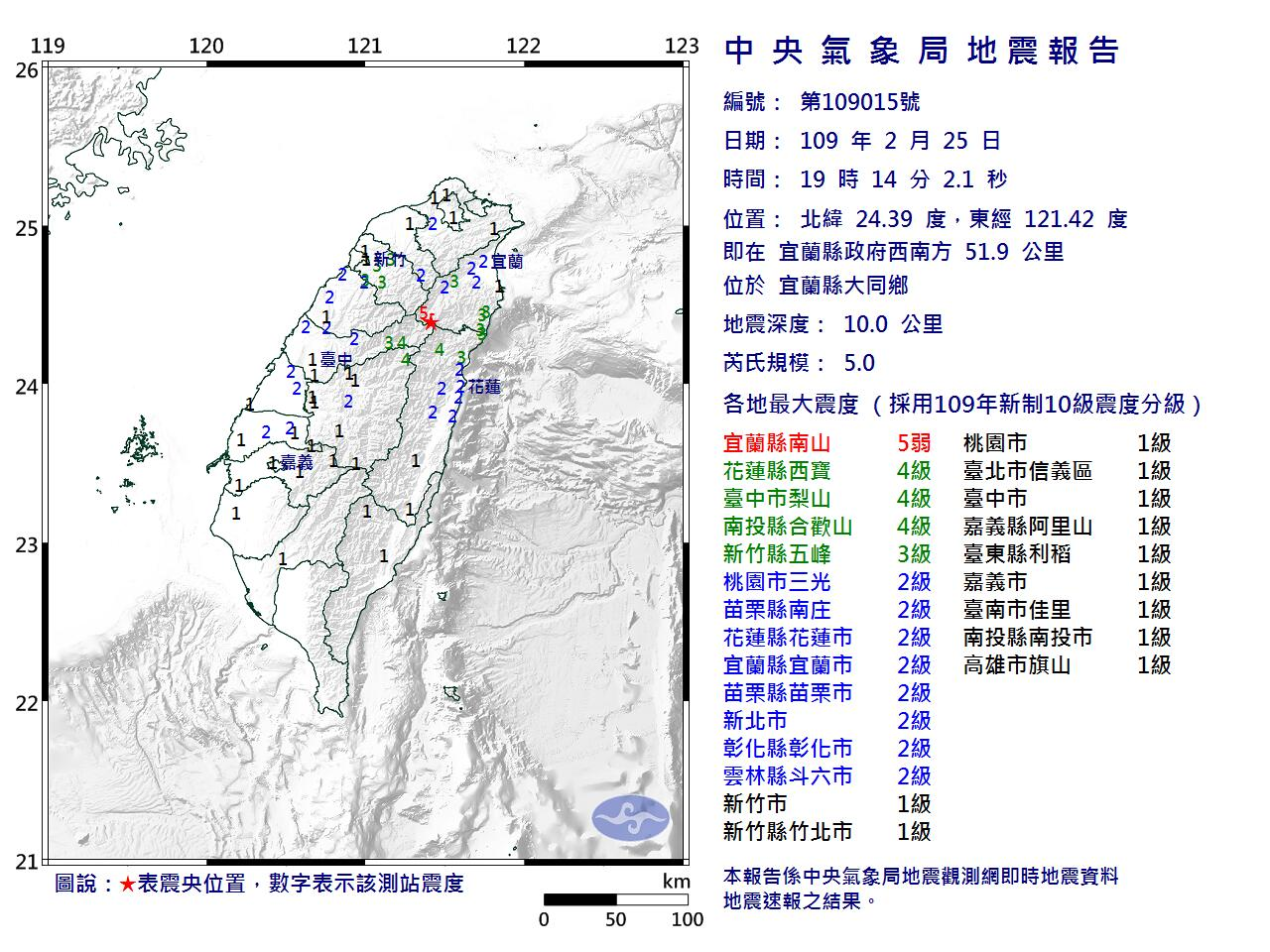
新制震度分布图

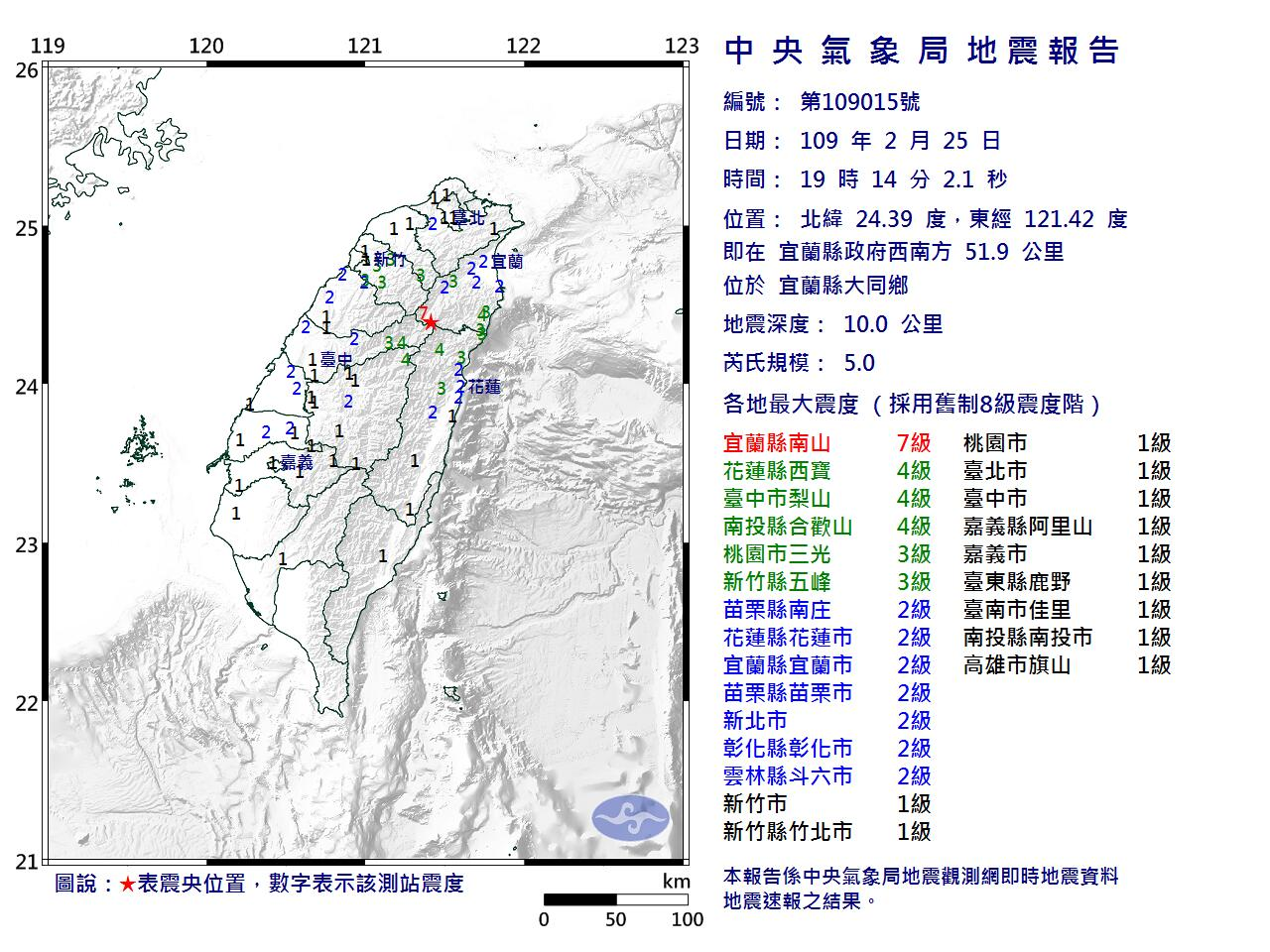
旧制震度分布图

## 震害情况
台湾強震即時警報系统在发震13秒后即检知到了该次地震的地震波，旋即因强度达到阈值而触发了最大震度为3级的強震即時警報，以警告宜兰，新竹，新北，苗栗的居民小心摇晃。
全台各地都有震感，无灾情报告。